# Simpsonovi (36. řada)
Třicátá šestá řada amerického animovaného seriálu Simpsonovi je pokračováním třicáté páté řady tohoto seriálu. Dne 26. ledna 2023 bylo oznámeno, že seriál Simpsonovi byl obnoven pro 35. a 36. řadu. Premiérově byla tato řada vysílána na americké televizní stanici Fox od 29. září 2024 do 18. května 2025.
Premiéra 36. řady poběží na Prima Cool s českým dabingem od 2. září 2025.

## Seznam dílů
| Pořadí v seriálu | Pořadí v řadě | Název                                                        | Český název                                   | Režie                             | Scénář                                | Premiéra v USA              | Premiéra v ČR (Disney+, české titulky) | Premiéra v ČR (Prima Cool, české znění) | Produkční kód   | Sledovanost v USA (v mil. diváků) |
| ---------------- | ------------- | ------------------------------------------------------------ | --------------------------------------------- | --------------------------------- | ------------------------------------- | --------------------------- | -------------------------------------- | --------------------------------------- | --------------- | --------------------------------- |
| 769              | 1             | Bart's Birthday                                              | Bartovy narozeniny                            | Rob Oliver                        | Jessica Conradová                     | 29. září 2024               | 18. prosince 2024                      | 2. září 2025                            | 35ABF15         | 1,08                              |
| 770              | 2             | The Yellow Lotus                                             | Žlutý lotos                                   | Matthew Faughnan                  | Loni Steele Sosthandová               | 6. října 2024               | 18. prosince 2024                      | bude oznámeno                           | 35ABF08         | 0,89                              |
| 771              | 3             | Desperately Seeking Lisa                                     | Zoufale hledám Lízu                           | Matthew Nastuk                    | Tim Long                              | 20. října 2024              | 25. prosince 2024                      | bude oznámeno                           | 35ABF18         | 2,02                              |
| 772              | 4             | Shoddy Heat                                                  | Pochybná žhavá stopa                          | Gabriel DeFrancesco               | Jeff Westbrook                        | 27. října 2024              | 25. prosince 2024                      | bude oznámeno                           | 35ABF16         | 0,98                              |
| 773              | 5             | Treehouse of Horror XXXV                                     | Speciální čarodějnický díl XXXV               | Timothy Bailey                    | Rob LaZebnik, Dan Vebber, Matt Selman | 3. listopadu 2024           | 5. ledna 2025                          | bude oznámeno                           | 35ABF13         | 3,18                              |
| 774              | 6             | Women in Shorts                                              | Ženy v kraťasech                              | Eric Koenig                       | Christine Nangleová                   | 10. listopadu 2024          | 5. ledna 2025                          | bude oznámeno                           | 35ABF17         | 0,83                              |
| 775              | 7             | Treehouse of Horror Presents: Simpsons Wicked This Way Comes | Stromový domek hrůzy: Tudy přijdou Simpsonovi | Debbie Mahanová                   | Jessica Conradová                     | 24. listopadu 2024          | 2. února 2025                          | bude oznámeno                           | 35ABF14         | 2,69                              |
| 776              | 8             | Convenience Airways                                          | Pohodová letecká společnost                   | Rob Oliver                        | Loni Steele Sosthandová               | 8. prosince 2024            | 2. února 2025                          | bude oznámeno                           | 36ABF01         | 1,70                              |
| 777              | 9             | Homer and Her Sisters                                        | Homer a její sestry                           | Matthew Nastuk                    | Nick Dahan                            | 15. prosince 2024           | 19. února 2025                         | bude oznámeno                           | 36ABF03         | 1,47                              |
| 778–779          | –             | O C'mon All Ye Faithful                                      | Ó, pojďte, vy věrní                           | Debbie Mahanová, Matthew Faughnan | Carolyn Omineová                      | 17. prosince 2024 (Disney+) | 17. prosince 2024                      | bude oznámeno                           | 35ABF21 35ABF22 | –                                 |
| 780              | 10            | The Man Who Flew Too Much                                    | Muž, který moc létal                          | Steven Dean Moore                 | Al Jean                               | 22. prosince 2024           | 19. února 2025                         | bude oznámeno                           | 36ABF02         | 0,91                              |
| 781              | 11            | Bottle Episode                                               | Padělatelé vína                               | Gabriel DeFrancesco               | Rob LaZebnik a Johnny LaZebnik        | 29. prosince 2024           | 19. února 2025                         | bude oznámeno                           | 36ABF04         | 3,31                              |
| 782              | –             | The Past and the Furious                                     | Minule a zběsile                              | Mike Frank Polcino                | Rob LaZebnik                          | 12. února 2025 (Disney+)    | 12. února 2025                         | bude oznámeno                           | 35ABF19         | –                                 |
| 783              | 12            | The Flandshees of Innersimpson                               | Flandersův vnitřní Simpson                    | Chris Clements                    | Dan Vebber                            | 30. března 2025             | 25. června 2025                        | bude oznámeno                           | 36ABF05         | 0,62                              |
| 784              | 13            | The Last Man Expanding                                       | Poslední široký muž                           | Timothy Bailey                    | J. Stewart Burns                      | 6. dubna 2025               | 25. června 2025                        | bude oznámeno                           | 36ABF06         | 0,69                              |
| 785              | 14            | P.S. I Hate You                                              | P.S., nenávidím tě                            | Mike Frank Polcino                | Cesar Mazariegos                      | 13. dubna 2025              | 25. června 2025                        | bude oznámeno                           | 36ABF07         | 0,59                              |
| 786              | –             | Yellow Planet                                                | Žlutá planeta                                 | Timothy Bailey                    | J. Stewart Burns                      | 22. dubna 2025 (Disney+)    | 22. dubna 2025                         | bude oznámeno                           | 35ABF20         | –                                 |
| 787              | 15            | Abe League of Their Moe                                      | Abe a Vočko na baseballu                      | Rob Oliver                        | Joel H. Cohen                         | 27. dubna 2025              | 2. července 2025                       | bude oznámeno                           | 36ABF08         | 0,73                              |
| 788              | 16            | Stew Lies                                                    | Lži kolem jídla                               | Debbie Bruce Mahanová             | Broti Guptaová                        | 4. května 2025              | 2. července 2025                       | bude oznámeno                           | 36ABF09         | 0,63                              |
| 789              | 17            | Full Heart, Empty Pool                                       | Plné srdce, prázdný bazén                     | Chris Clements                    | Jeff Westbrook                        | 11. května 2025             | 9. července 2025                       | bude oznámeno                           | 36ABF10         | 0,69                              |
| 790              | 18            | Estranger Things                                             | Ještě divnější věci                           | Matthew Nastuk                    | Tim Long                              | 18. května 2025             | 9. července 2025                       | bude oznámeno                           | 36ABF11         | 0,54                              |